# Kolumna Matki Boskiej w Šternberku
Kolumna Matki Boskiej w Šternberku, późnobarokowa tzw. kolumna maryjna – wybudowana w 1719 roku ufundowana przez Karola Boromeusza Józefa von Liechtensteina.

## Opis
Na jednostopniowej podstawie stoi czworoboczny, regularny piedestał, który posiada wklęsłe boki i ścięte naroża. W górę wznosi się nastawa z rzeźbionymi kartuszami. Zwieńczeniem kolumny jest posąg Matki Boskiej Niepokalanego Poczęcia, która ma koronę z 12 gwiazd oraz księżyc u stóp.
Cokół na czterech narożach zwieńczony jest rzeźbami czterech orędowników. Są to kolejno św. Karol Boromeusz – patron fundatora kolumny, św. Roch – patron chroniący od zarazy, św. Sebastian – patron od morowego powietrza, św. Józef – patron rodzin i ojców.

## Historia
Kolumna maryjna w Šternberku powstała w 1719 roku staraniem księcia Karola Boromeusza Józefa von Liechtensteina jako wotum dziękczynne za uchronienie miasta przed zarazą panującą w latach 1715–1716.